# Дівчина-джигіт
«Дівчина-джигіт» — радянський комедійний музичний художній фільм, знятий режисером Павлом Боголюбовим в 1955 році на Алма-Атинській кіностудії художніх і хронікальних фільмів. Прем'єра картини відбулася 27 червня 1955 року в Москві.

## Сюжет
Айдар і Галія давно закохані одне в одного. Айдар працює конярем, а Галія — старшою табунницею на колгоспному конезаводі. Одного разу, через випадкове непорозуміння, молоді сваряться. Цим намагається скористатися Ангарбай, завідувач магазину, який теж закоханий у Галію.

## У ролях
- Лідія Ашрапова — Галія Ерденова
- Кененбай Кожабеков — Айдар
- Мулюк Суртубаєв — Ангарбай, завідувач магазину
- Варвара Сошальська — Мар'яна
- Анатолій Алексєєв — Тарас Остапович П'ятихатка, директор конезаводу
- Сабіра Майканова — Гюльбарша, мати Айдара
- А. Мухамед'яров — Дощан, голова колгоспу, батько Айдара
- Канабек Байсеїтов — Журка, в. о. керуючого трестом (озвучив Віталій Поліцеймако)
- Ігор Боголюбов — Васильок
- Сайфулла Тельгараєв — Мурат (озвучив Георгій Віцин)
- Костянтин Старостін — Гнат
- Бікен Римова — Баршагуль
- Аміна Умурзакова — епізод
- Д. Таялієва — Гюльнар
- Тамара Думная — Тамара
- Серали Кожамкулов — Єркебай
- Мухтар Бахтигереєв — табунник
- Рахія Койчубаєва — секретарка

## Знімальна група
- Режисер — Павло Боголюбов
- Сценаристи — Володимир Абизов, Шахмет Хусаїнов
- Оператор — Віктор Масленников
- Композитор — Василь Соловйов-Сєдой
- Художник — Павло Зальцман